# Gyatso La
Gyatso La oder Jia Tsuo La, auch Lhakpa La, ist ein 5248 m, nach anderen Angaben 5220 m hoher Gebirgspass in Tibet. Über die Passhöhe führt die Verbindungsstraße von der nepalesischen Hauptstadt Kathmandu in die tibetische Hauptstadt Lhasa. Südöstlich des Passes liegt der Ort Tingri, nördlich der Ort Lhaze. Am Gyatso La beginnt das Qomolangma National Nature Reserve, das mit dem von der UNESCO ausgewiesenen Qomoalangma Biosphärenreservat korrespondiert. Qomolangma ist eine Schreibweise für den tibetischen (chinesischen) Namen des Mount Everest.

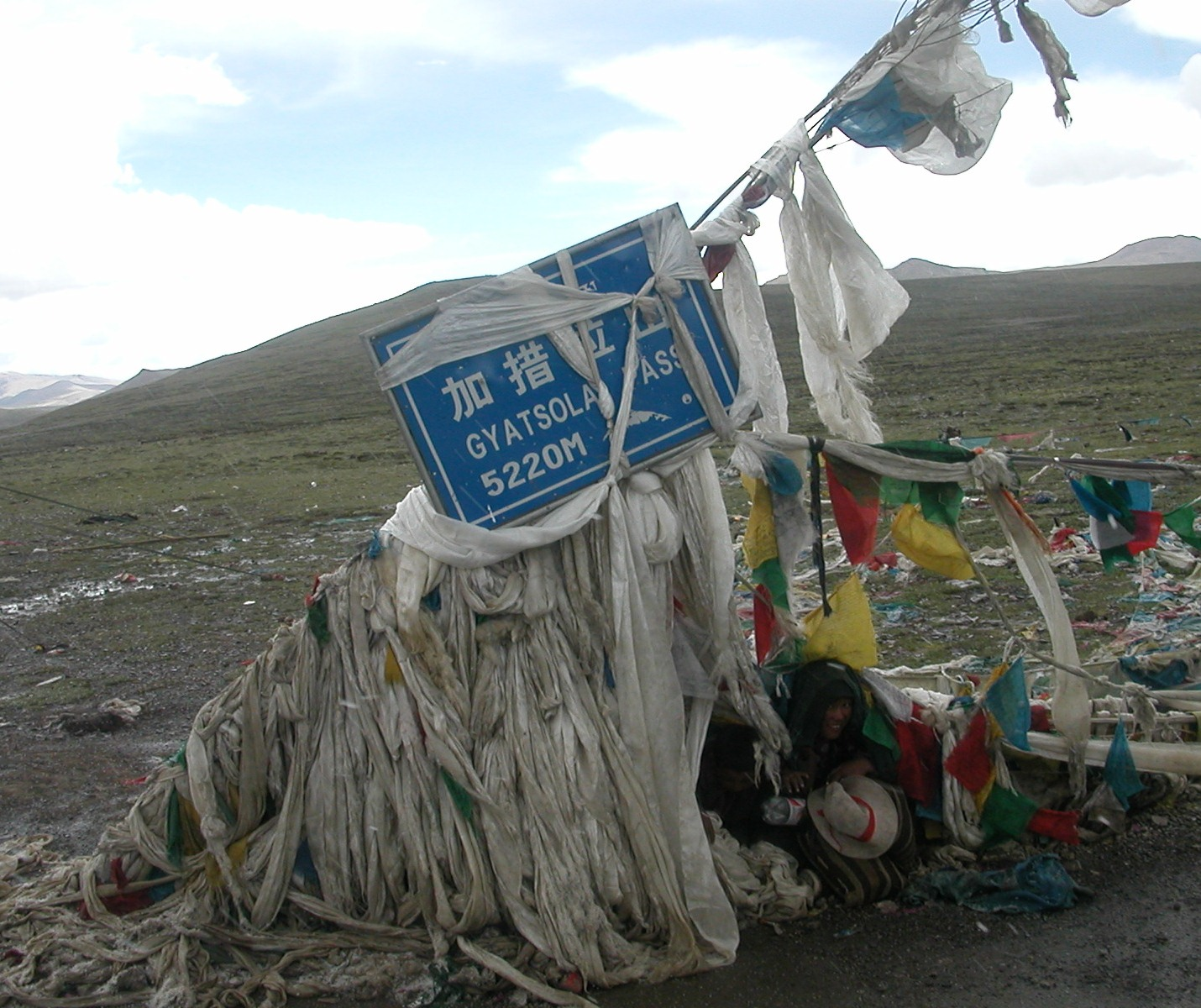
Passhöhe, August 2005
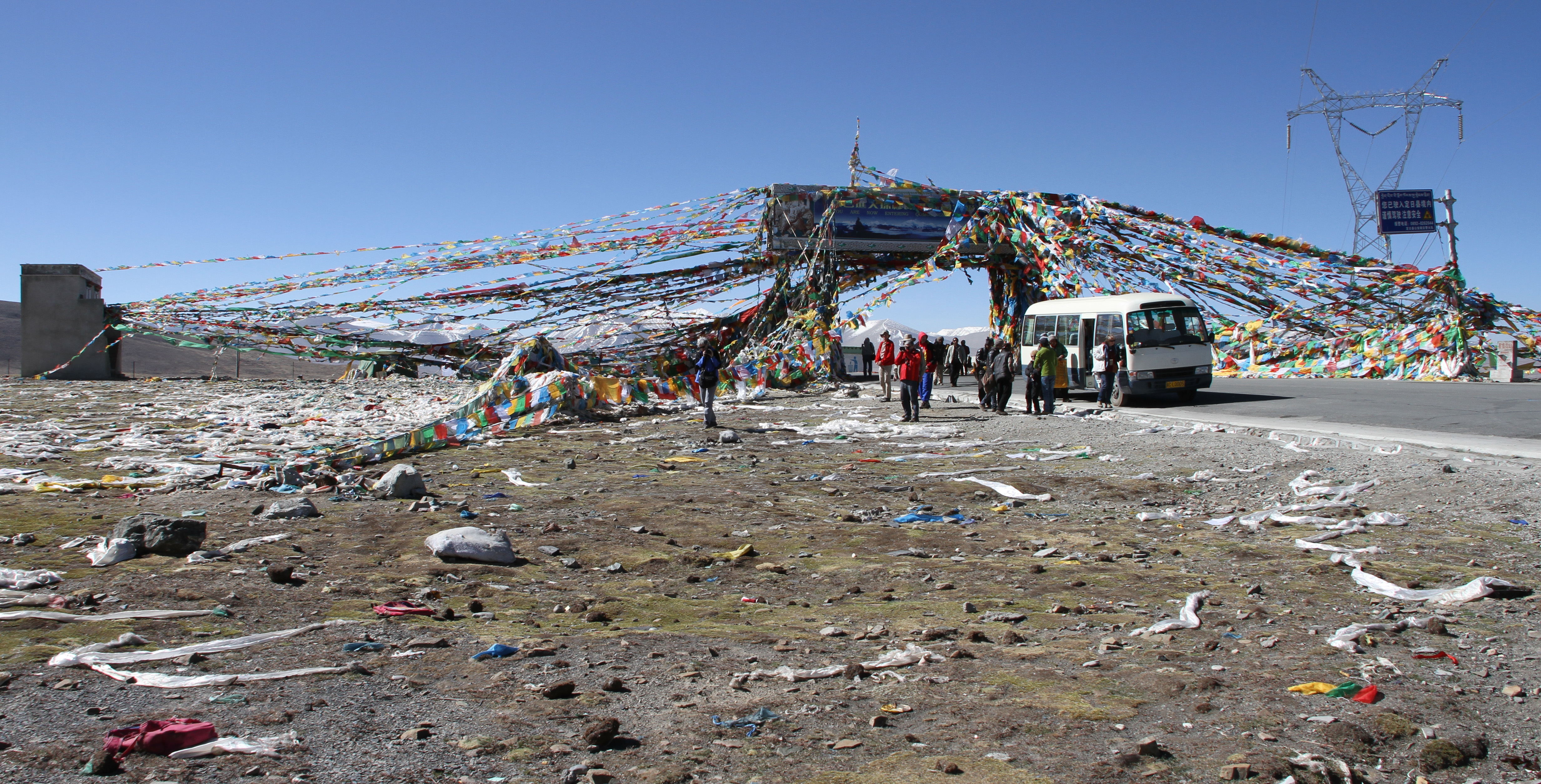
Passhöhe, Mai 2014